# چیلیکوئس
چیلیکوئس (به اسپانیایی: Chiliques) یک آتشفشان چینه‌ای در شیلی است که در سن پدرو د آتاکاما واقع شده‌است. چیلیکوئس ۵٬۷۷۸ متر بالاتر از سطح دریا واقع شده‌است.